# Kumla kommun
Kumla kommun är en kommun i Örebro län. Centralort är Kumla.

## Administrativ historik
Kommunens område motsvarar socknarna: Ekeby, Hardemo och Kumla (huvuddelen). I dessa socknar bildades vid kommunreformen 1862 landskommuner med motsvarande namn. 
Kumla municipalsamhälle inrättades 23 maj 1884, vilket upplöstes vid årsskiftet 1941/1942 då Kumla stad bildades genom en utbrytning ur Kumla landskommun. Hällabrottets municipalsamhälle inrättades 20 oktober 1944 och upplöstes vid årsskiftet 1952/1953.
Vid kommunreformen 1952 uppgick Hardemo landskommun i Kumla landskommun och Ekeby landskommun uppgick i Ekeby och Gällersta landskommun. 
1967 införlivades Kumla landskommun i Kumla stad.
Kumla kommun bildades vid kommunreformen 1971 av Kumla stad samt en del ur Ekeby och Gällersta landskommun (Ekeby). 
Kommunen ingick från bildandet till 1 juni 2001 i Hallsbergs domsaga och ingår sen dess i Örebro domsaga.

## Geografi

### Topografi och hydrografi
I kommunen består berggrunden främst av sedimentära bergarter såsom alunskiffer, sandsten och kalksten. Här finns stora, uppodlade och bördiga lerslätter som avbryts av nord–sydligt orienterade rullstensåsar. I västra delen av kommunen finns delar av ett större område med parallella nord–sydliga moränryggar, kända som drumliner.
I den östligaste delen av kommunen ligger delar av Kvismarens våtmarksområde, som huserar en rik fågelfauna.
Nedan presenteras andelen av den totala ytan 2020 i kommunen jämfört med riket.
|  | Bebyggelse (12,1 %) |

|  | Skog (32,3 %) |

|  | Öppen myrmark (1,9 %) |

|  | Jordbruksmark (48,1 %) |

|  | Övrig mark (5,6 %) |

|  | Bebyggelse (3,1 %) |

|  | Skog (68,0 %) |

|  | Öppen myrmark (7,2 %) |

|  | Jordbruksmark (7,4 %) |

|  | Övrig mark (14,3 %) |

### Administrativ indelning
Fram till 2016 var kommunen för befolkningsrapportering indelad i tre församlingar: Ekeby församling, Hardemo församling och Kumla församling.

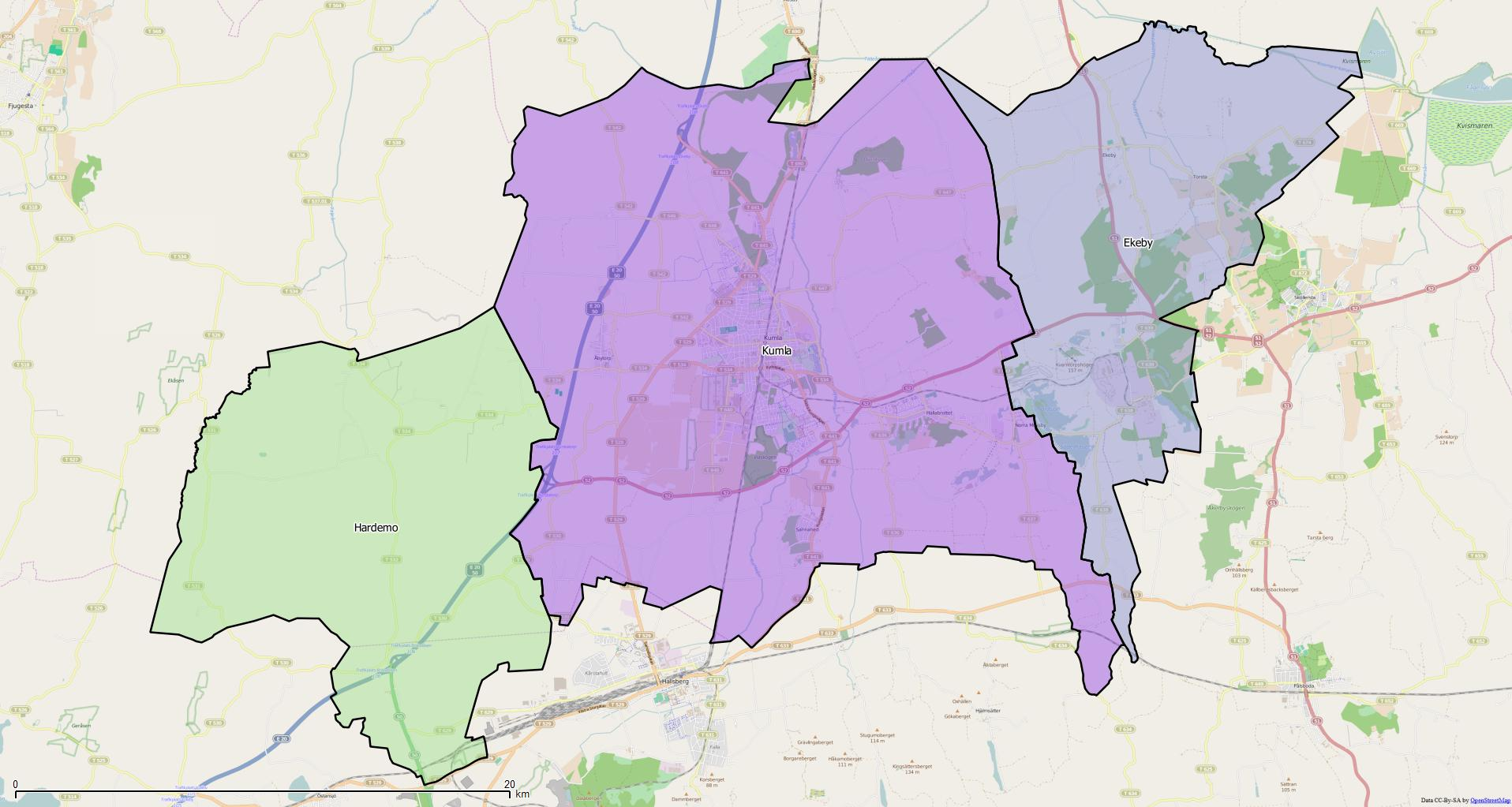
Distrikt (socknar) inom Kumla kommun

Från 2016 indelas kommunen istället i tre  distrikt, vilka mmotsvararde tidigare socknarna: Ekeby, Hardemo och Kumla.

### Tätorter
Vid Statistiska centralbyråns tätortsavgränsning den 31 december 2015 fanns det fyra tätorter i Kumla kommun.
| Nr | Tätort            | Folkmängd            |
| -- | ----------------- | -------------------- |
| 1  | Kumla             | 16 669               |
| 2  | Åbytorp           | 811                  |
| 3  | Hallsberg, del av | 560 (i denna kommun) |
| 4  | Ekeby             | 461                  |

Centralorten är i fet stil.
Tätorten Hallsberg var delad på två kommuner: Hallsbergs kommun (7 586 personer) och Kumla kommun (560 personer).

## Styre och politik

### Styre
Sedan kommunens bildande 1971 har Socialdemokraterna antingen haft egen majoritet eller genom politiskt stöd från Vänsterpartiet haft majoritet. I valet 2014 tappade Socialdemokraterna 1/5 av sina väljare och trenden med socialdemokratiskt eget styre bröts. Mandatfördelningen i kommunfullmäktige blev annorlunda och ett nytt blocköverskridande samarbete bildades mellan Socialdemokraterna och Moderaterna. Det nya styret har sedan fortsatt under de två efterföljande mandatperioderna.
| 1994–1998 | S |   |    |    |
| 1998–2002 | S | C | FP | KD |
| 2002–2006 | S |   |    |    |
| 2006–2010 | S |   |    |    |
| 2010–2014 | S |   |    |    |
| 2014–2018 | S | M |    |    |
| 2018–2022 | S | M |    |    |
| 2022–2026 | S | M |    |    |

### Kommunfullmäktige

#### Presidium
| Presidium 2022–2026    | Presidium 2022–2026 | Presidium 2022–2026 |
| ---------------------- | ------------------- | ------------------- |
| Ordförande             | S                   | Eva-Lena Gustafsson |
| Förste vice ordförande | M                   | Thomas Vuolo        |
| Andre vice ordförande  | L                   | Kajsa Rosén         |

#### Mandatfördelning 1970–2022
| 2 | 20 | 8 | 6 | 2 | 3 |

| 35 | 6 |

| 2 | 20 | 10 | 4 | 2 | 3 |

| 32 | 9 |

| 2 | 20 | 10 | 4 | 2 | 3 |

| 28 | 13 |

| 2 | 20 | 9 | 4 | 2 | 4 |

| 27 | 14 |

| 2 | 21 |  | 7 | 2 | 3 | 5 |

| 26 | 15 |

| 2 | 24 |  | 6 | 5 | 2 | 5 |

| 26 | 19 |

| 2 | 23 | 2 | 6 | 5 | 3 | 4 |

| 27 | 18 |

| 3 | 20 |  | 5 | 4 | 4 | 8 |

| 27 | 18 |

| 4 | 23 |  | 5 | 3 | 3 | 6 |

| 25 | 20 |

| 6 | 20 | 5 | 2 | 5 | 7 |

| 22 | 23 |

| 3 | 23 |  | 5 | 4 | 4 | 5 |

| 21 | 24 |

| 2 | 23 |  | 2 | 4 | 3 | 4 | 6 |

| 21 | 24 |

| 2 | 22 | 2 | 2 | 3 | 3 | 3 | 8 |

| 23 | 22 |

| 2 | 18 | 2 | 5 | 3 | 5 | 2 | 8 |

| 24 | 21 |

| 2 | 15 |  | 7 | 4 | 5 | 3 | 8 |

| 24 | 21 |

| 2 | 16 | 9 | 4 | 4 | 2 | 8 |

| 23 | 22 |

### Nämnder

#### Kommunstyrelse
| Presidium 2023–2026    | Presidium 2023–2026 | Presidium 2023–2026 |
| ---------------------- | ------------------- | ------------------- |
| Ordförande             | S                   | Andreas Brorsson    |
| Förste vice ordförande | S                   | Annica Sjöqvist     |
| Andre vice ordförande  | L                   | Christian Liljenhed |

#### Övriga nämnder
Avser mandatperioden 2022–2026.
| Nämnd                       | Ordförande | Ordförande       | Vice ordförande | Vice ordförande  | Andre vice ordförande | Andre vice ordförande |
| --------------------------- | ---------- | ---------------- | --------------- | ---------------- | --------------------- | --------------------- |
| Kultur- och fritidsnämnden  | S          | Robert Roos      | M               | Jari Kurttio     | KD                    | Mats Lind             |
| Myndighetsnämnden           | M          | Thomas Vuolo     | S               | Gunnel Kask      | C                     | Frank Tholfsson       |
| Nämnd för livslångt lärande | S          | Veroncia Ulfgren | M               | Patrik Bergman   | C                     | Magnus Claesson       |
| Samhällsbyggnadsnämnden     | M          | Karin Johnson    | S               | Thomas Andersson | L                     | Magnus Ivarsson       |
| Socialnämnden               | S          | Annica Sjöqvist  | M               | Margareta Engman | C                     | Jan Engman            |
| Valnämnden                  | M          | Thomas Vuolo     | C               | Jan Engman       |                       |                       |

### Vänorter
Kumlas vänorter är:
- Frederikssund i Danmark
- Sibbo i Finland
- Aurskog-Høland i Norge

## Ekonomi och infrastruktur

### Näringsliv
I Kumla kommun är tillverkningsindustrin den dominerande sektorn inom näringslivet, medan en relativt liten andel av befolkningen arbetar inom den offentliga sektorn. Bland de företag som präglar kommunens näringsliv finns namn som Fortum Waste Solutions AB, som hanterar farligt avfall, och Orkla Foods Sverige AB, som specialiserar sig på produktion av saft och sylt. Området har även en lång historia inom skoindustrin, som sträcker sig tillbaka till 1800-talet, och representeras i dag av företag som Skofabriken Kavat AB.
Utöver privata företag är Kumla kriminalvårdsanstalt en betydande arbetsplats i kommunen, vilket gör att även den offentliga sektorn har en viktig roll för sysselsättningen.

### Infrastruktur

#### Transporter
Kommunen genomkorsas av Europaväg 20 samt av riksvägarna 50 och 51.

## Befolkning

### Demografi

#### Befolkningsutveckling
Kommunen har 22 681 invånare (31 december 2024), vilket placerar den på 115:e plats avseende folkmängd bland Sveriges kommuner.
| Befolkningsutvecklingen i Kumla kommun 1970–2020 | Befolkningsutvecklingen i Kumla kommun 1970–2020 | Befolkningsutvecklingen i Kumla kommun 1970–2020 | Befolkningsutvecklingen i Kumla kommun 1970–2020 | Befolkningsutvecklingen i Kumla kommun 1970–2020 |
| ------------------------------------------------ | ------------------------------------------------ | ------------------------------------------------ | ------------------------------------------------ | ------------------------------------------------ |
|                                                  |                                                  |                                                  |                                                  |                                                  |
| År                                               |                                                  |                                                  | Folkmängd                                        |                                                  |
| 1970                                             | 1970                                             |                                                  | 16 241                                           |                                                  |
| 1975                                             | 1975                                             |                                                  | 16 939                                           |                                                  |
| 1980                                             | 1980                                             |                                                  | 17 760                                           |                                                  |
| 1985                                             | 1985                                             |                                                  | 17 786                                           |                                                  |
| 1990                                             | 1990                                             |                                                  | 18 621                                           |                                                  |
| 1995                                             | 1995                                             |                                                  | 19 086                                           |                                                  |
| 2000                                             | 2000                                             |                                                  | 18 983                                           |                                                  |
| 2005                                             | 2005                                             |                                                  | 19 473                                           |                                                  |
| 2010                                             | 2010                                             |                                                  | 20 456                                           |                                                  |
| 2015                                             | 2015                                             |                                                  | 21 154                                           |                                                  |
| 2020                                             | 2020                                             |                                                  | 21 862                                           |                                                  |

## Kultur

### Kulturarv
För omkring 4 000 år sedan hade stora delar av det låglänta området som nu utgör kommunen Kumla rest sig över vattenytan. De första fasta bosättningarna i Kumla antas ha etablerats i områden där det fanns skiffer- och kalksten, samt på de lättare mo- och sandjordarna som lämpade sig väl för odling. Hällkistorna av kalksten i Yxhult är exempel på gravar från denna tid.
Jordbruket utvecklades från svedjebruk till permanenta åkermarker. Detta ledde till att boskap blev viktigt. Boskapen betade fritt i skogen och på andra marker som inte var lämpliga för odling. Från denna tid finns det synliga spår av gravar, som Lekebackens gravfält i Hjortsberga, Torshögen i Skyberga, Älvestakullarna, Tillrebacken och Kumla högar, samt runstenen i Vesta.
Kristendomen spreds över Sverige, och från 1100-talet och framåt började man bygga kyrkor i olika delar av landet, inklusive Ekeby, Hardemo och Kumla. Även om det är svårt att exakt datera byggnaderna från denna tid, är tornet i Hardemo kyrka troligen den äldsta synliga delen av en byggnad inom kommunens gränser. 
Under 1600-talet etablerades de adliga säterigårdarna vid Säbylund, Mårsta och Nynäs. Huvudbyggnaden vid Nynäs byggdes någon gång under 1700-talet, medan den vid Säbylund uppfördes på 1780-talet.

### Kommunvapen
Blasonering: I rött fält två korslagda hammare i silver ovanför ett treberg i silver.
Kumla kommunvapen innehåller skomakarhamrar symboliserarnde skonäringen på orten, vilken har anor från första delen av 1800-talet och ett treberg som skall stå för ett gravfält vid Kumla by som går under namnet Kumla högar.
Vapnet fastställdes för Kumla stad 1945. Efter kommunbildningen 1971 registrerades vapnet hos PRV år 1974.